# Ханон Старији
Ханон Старији (умро 204. п. н. е.) био је картагински војсковођа.

## Биографија
Ханон Старији служио је картагинску војску током Другог пунског рата у склопу Ханибалове армије. Није се истакао већим победама. Предводио је војску која је 214. године п. н. е. поражена од стране римског војсковође Тиберија Семпронија Лонга у бици код Грументума. Две године касније пораз му је нанео и Квинт Фулвије Флак. Године 207. п. н. е. поражен је заједно са Магоном Барком. Погинуо је у сукобу са Корнелијем Сципионом Африканцем 204. п. н. е. 